# オーチス・エレベータサービス
オーチス・エレベータサービス株式会社（英: Otis Elevator Service Company）は、かつて存在した日本オーチス・エレベータ株式会社の完全子会社で、日本市場から撤退したシンドラーエレベータの保守点検事業を行なっていた企業。
2018年6月1日に親会社の日本オーチス・エレベータに吸収合併され消滅し、設立から約2年で姿を消した短命企業でもあった。

## 概要
2006年の死亡事故以来、シンドラーエレベータは新規でのエレベーターの設置はなく、業績が悪化していたことから、2016年をもって日本市場から全面撤退することとなった。同社から日本オーチス・エレベータへの保守点検事業譲渡の際には分社化した上で新会社の全株式を日本オーチス・エレベータに譲渡するスキームがとられた。
発足当初の本社はシンドラーエレベータの旧本社にあったが、その後、当時の親会社の日本オーチス・エレベータ本社に同居し、2018年6月1日に同社に吸収合併された。

## 沿革
- 2016年5月2日 - シンドラーエレベータの完全子会社、日本オーチス・エレベータへの保守点検事業譲渡の準備会社として日本エレベータサービス株式会社を設立。
- 2016年8月31日 - 会社分割によりシンドラーエレベータから保守点検事業を承継。
- 2016年10月3日 - 日本オーチス・エレベータ株式会社に全株式が譲渡され、併せて現商号に変更。
- 2017年8月7日 - 本社を当時の文京区の日本オーチス・エレベータ本社内に移転。
- 2018年1月11日 - システム変更に伴い、コールセンターが親会社に統合。
- 2018年6月1日 - 親会社の日本オーチス・エレベータに吸収合併。